# مفطورة أدلرية
مفطورة أدلرية (بالإنجليزية: Mycoplasma adleri)‏ هي نوع من البكتيريا، سلبية الغرام، تتبع المفطورة.